# Гай Каніній Ребіл (консул-суфект 45 року до н. е.)
Гай Каніній Ребіл (85 — після 36 р. до н. е.) — політичний та військовий діяч Римської республіки, консул-суфект 45 року до н. е.

## Життєпис
Походив з плебейського роду Канініїв. Син Гая Канінія Ребіла, міського претора (рік невідомий) та онук Гая Канінія Ребіла, претора 171 року до н. е. 
Спочатку обіймав посаду еділа у м. Тускул. У 52—49 роках до н. е. легат Гая Цезаря під час  Галльської війни. У 52 році до н. е. Ребіл брав участь в облозі галльської фортеці Алезії, а потім був направлений на зимові квартири до племені рутенію з одним легіоном, до якого пізніше був доданий ще один. У 51 році Каніній намагався звільнити з Лемона Дуратія, вождя піктонів, якого взяв в облогу Думнак, вождь андекавів, а згодом спільно з Гаєм Фабіем завдав поразки останньому. Потім перешкодив проходу бунтівних галльських вождів Драпета й Луктерія до Нарбонської Галлії, захопивши їх у м. Укселлодун. Після цього Ребіл виманив ворога з міста, розбивши основні ворожі сили, продовжував облогу до прибуття Цезаря.
У громадянській війні поміж Гаєм Юлієм Цезарем та Помпеєм Гай Каніній Ребіл був на боці першого. У 49 році до н. е. був направлений Цезарем до Брундізія для мирних перемовин з Луцієм Скрибонієм Лібоном, своїм другом. Супроводжував Гая Куріона в африканській експедиції й завдяки великому військовому досвіду грав важливу роль у його штабі. У 46 році до н. е. Ребіл як проконсул брав участь в африканській війні Гая Цезаря, зокрема після битви при Тапсе облягав місто і домігся його здачі. У 45 році до н. е. Каніній займав посаду легата Цезаря в іспанській війні, командував гарнізоном Гіспаліса, але піддався несподіваному нападу лузітан і втратив місто. У цьому ж році спішно й всупереч процедурі призначений Цезарем на посаду консула-суфекта на останній день року після несподіваної смерті консула Квінта Фабія Максима. Тому фактично Ребіл був консулом-суфектом лише 1 день.
Після загибелі Цезаря деякий час коливався, зрештою підтримав Октавіана. Боровся проти Секста Помпея й у 36 році потрапив у полон до військовика Помпея — Менодора, — який відпустив Ребіла на знак доброї волі. Подальша доля Гая Канінія невідома.

## Родина
- Гай Каніній Ребіл, консул-суфект 12 року до н. е.